# Phemeranthus multiflorus
Phemeranthus multiflorus är en källörtsväxtart som först beskrevs av Joseph Nelson Rose och Standl., och fick sitt nu gällande namn av Gilberto Ocampo. Phemeranthus multiflorus ingår i släktet Phemeranthus och familjen källörtsväxter. Inga underarter finns listade i Catalogue of Life.